# كوينيسترول
كوينيسترول (بالإنجليزية: Quinestrol)‏، الذي يباع تحت الاسم التجاري إستروفيس (بالإنجليزية: Estrovis)‏، هو دواء هرمون الاستروجين الذي يستخدم في علاجات هرمون انقطاع الطمث، وتحديد النسل الهرموني، وعلاج سرطان الثدي وسرطان البروستاتا.  يؤخذ ما بين مرة واحدة في الأسبوع إلى مرة واحدة في الشهر عن طريق الفم .    

## الاستخدامات الطبية
تم استخدام الكوينسترول كدواء مزود لهرمون الاستروجين في علاج هرمون انقطاع الطمث وفي تحديد النسل الهرموني المشترك .   كما تم استخدامه في بعض الأحيان في علاج سرطان الثدي وسرطان البروستاتا.  بمفرده يعتبر هرمون الاستروجين، كان يؤخذ الكوينسترول مرة واحدة في الأسبوع عن طريق الفم .  وبتواجده ضمن حبوب منع الحمل المركبة، يم استخدامه جنبا إلى جنب مع خلات الكوينستانول ويؤخذ مرة واحدة في الشهر عن طريق الفم.   

## علم العقاقير

Ethinylestradiol (EE) ، الشكل النشط من الكينسترول.

كوينيسترول هو دواء مساعد من ايثينيل استراديول، بدون نشاط استروجيني من تلقاء نفسه.    يؤخذ عن طريق الفم وله تأثير لمدد طويلة بعد أخذ جرعة واحدة،   وبعمر افتراضي طويل للغاية يبلغ أكثر من 120  ساعة (5   أيام) بسبب تعشقه للدهون وخزنه ضمن دهون الجسم.   نظرًا لطول عمر الكوينسترول، فإن الكينسترول أقوى بمرتين إلى ثلاثة أضعاف قوة ايثينيل الاستراديول.  أيضًا ونظرًا لنصف العمر الطويل، يمكن تناول الكينيسترول مرة واحدة في الأسبوع أو مرة واحدة في الشهر.     

## الكيمياء
كوينيسترول، ويعرف أيضا باسم ايثينيل استراديول 3-سيكلوبينتلي الأثير (EE2CPE)، هو إيستران الستيرويد صناعي ومشتق من استراديول .   وهو إيثر هرمون الاستروجين، وتحديداً سيكلوبنتيل إيثر C3 من إيثينيل استراديول (17α-إيثينيل استراديول).   تشمل الإستروجينات ذات الصلة الوثيقة ميسترانول ( إيثيل إستراديول 3 - ميثيل إيثر) وإيثيل إستراديول سلفونات (EES ؛ توريستيرون ؛ إيثينيل إستراديول 3-إيزوبروبيل سلفونيت).  

## التاريخ
تم تطوير الكوينيسترول للاستخدام الطبي في الستينيات. 

## مجتمعيا

### أسماء عامة
كوينيسترول هو الاسم العام للدواء وهو المثبت في كل من INN و USAN و BAN .     كما يعرف برمز التطوير السابق W-3566 .    

### الماركات
تم تسويق الكوينيسترول تحت أسماء تجارية بما في ذلك Agalacto-Quilea و Basaquines و Eston و Estrovis و Estrovister و Plestrovis و Qui-Lea و Soluna و Yueketing ، و مسميات أخرى.    

### التوفر
تم تسويق كوينيسترول تحت اسم إستروفيس في الولايات المتحدة بواسطة Parke-Davis وتحت اسم كوي ليا في الأرجنتين،  ولكن يتم أيقاف تسويقه حاليًا.  ومع ذلك، يبدو أنه لا يزال متاحًا كوسيلة لمنع الحمل عن طريق الفم مع البروجستينات في كل من الأرجنتين والصين. 

## الاستخدام البيطري

### القوارض
لها بعض التأثيرات على أعضاء الجربيل المنغولي كما ظهر عند قياس تعبير مستقبلات الرنا المرسال.  تم استخدامه للتحكم في تناسل الجربيل المنغولية البرية ببعض النجاح. 